# Ułar tybetański
Ułar tybetański (Tetraogallus tibetanus) – gatunek dużego ptaka z rodziny kurowatych (Phasianidae). Zamieszkuje Azję. Osiadły.

## Systematyka
Międzynarodowy Komitet Ornitologiczny (IOC) wyróżnia sześć podgatunków T. tibetanus:
- T. tibetanus tschimenensis – góry Kunlun i Ałtyn-Tag.
- T. tibetanus tibetanus – wschodni Afganistan do zachodniej Wyżyny Tybetańskiej oraz północne Indie.
- T. tibetanus aquilonifer – północny Nepal do północnego Bhutanu, północno-wschodnie Indie i południowo-zachodnie Chiny.
- T. tibetanus yunnanensis – północny Junnan (południowo-środkowe Chiny).
- T. tibetanus henrici – wschodni Tybetański Region Autonomiczny, zachodni Syczuan (środkowe Chiny).
- T. tibetanus przewalskii – Qinghai, północny Syczuan, zachodnie Gansu (północno-środkowe Chiny).

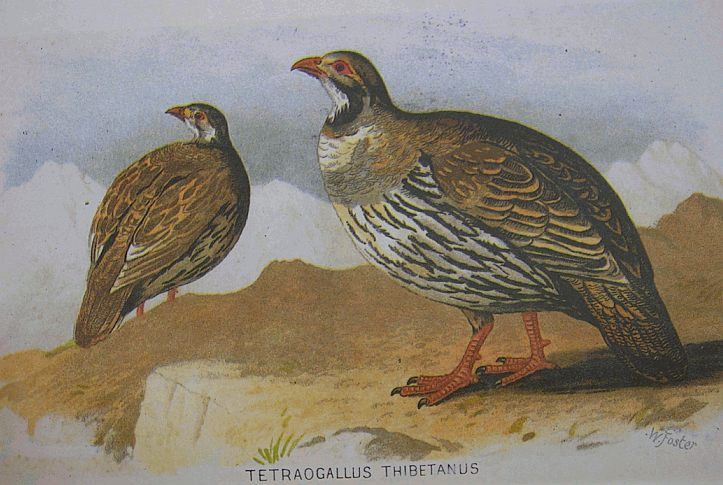
Ilustracja z książki The Game birds of India, Burmah and Ceylon (1880)

## Charakterystyka
Od innych ułarów odróżnia się szerokim obszarem bieli na spodzie ciała i grubo, czarno kreskowanymi bokami. Charakterystyczne jest również ubarwienie głowy.
Wygląd zewnętrzny: obie płci ubarwione podobnie, ale samica jest nieco mniejsza od samca, pozbawiona ostróg, z mniej kontrastowym wzorem na głowie i szyi. Młode jaśniejsze i generalnie mniej kontrastowe, posiadają wyraźniejszą niż u dorosłych białą brew. Podgatunki różnią się upierzeniem głowy, karku i grzbietu.
Rozmiary: długość ciała ok. 50 cm
Masa ciała: samiec: 1500–1750 g, samica: 1170–1600 g

## Występowanie

### Środowisko
Górskie pastwiska i porośnięte rzadką trawą skaliste zbocza, 3700–5800 m n.p.m.

### Zasięg występowania
Góry środkowej Azji.

## Pożywienie
Pokarm roślinny, w tym rośliny z rodzajów gwiazdnica, skalnica, ostrołódka, pięciornik i pierwiosnek.

## Tryb życia i zachowanie
Na zimę schodzi w niższe partie gór, jesienią może łączyć się w stada.

## Rozród
Sezon rozrodczy: Od końca maja do początku lipca.
Jaja: składa 4–5 jaj.

## Status
Międzynarodowa Unia Ochrony Przyrody (IUCN) uznaje ułara tybetańskiego za gatunek najmniejszej troski (LC – least concern) nieprzerwanie od 1988 roku. Gatunek szeroko rozpowszechniony: zasięg występowania około 500 tys. km². Liczebność populacji jest szacowana na kilkaset tysięcy osobników i wydaje się być stabilna.